# Грибошино
Грибо́шино (рос. Грибошино) — присілок у складі Лузького району Кіровської області, Росія. Входить до складу Папуловського сільського поселення.
Населення становить 9 осіб (2010, 24 у 2002).
Національний склад станом на 2002 рік — росіяни 100 %.